# Parroquia de San Pedro Apóstol (Zapopan)
San Pedro Apóstol es una parroquia ubicada en Zapopan, un municipio en el estado de Jalisco, México. Es uno de los muchos lugares de culto en la región. La parroquia está dedicada a San Pedro, uno de los doce apóstoles de Jesucristo en la tradición cristiana.

## Historia
La Parroquia de San Pedro Apóstol, es una iglesia con una rica historia y una arquitectura significativa. Fue erigida en el año 1600 por Alfonso de la Mora y Escobar para atender las necesidades espirituales de la población local. Inicialmente, la administración se centró en el pueblo de Atemajac del Valle, pero más tarde se trasladó a Zapopan.
El templo se entregó como la parroquia de San Pedro Apóstol el 8 de mayo de 1819, por el obispo de Guadalajara, Juan Ruíz de Cabañas, al Señor Cura Juan Cayetano Portugal. Desde 1878, San Pedro Apóstol ha sido el patrón de este templo, una decisión comunicada por el obispo Pedro Loza.
La iglesia fue construida por Fray Francisco Antonio Assa. Originalmente, solo se construyó el cañón de la iglesia, que tenía 38 varas de largo y 10 de ancho, y una pequeña sacristía. En 1853, comenzó la construcción del curato. En 1876, se inició la reconstrucción de la iglesia y se construyeron tres bóvedas. Un año después, se completó la obra y se construyó un hospital, una casa de ejercicios y una escuela dominical.
A lo largo de los años, la iglesia ha pasado por varias remodelaciones. En 1912, la iglesia fue remodelada, y en 1950, se eliminó el curato y parte de la antigua construcción para hacer lugar para la presidencia municipal. La última remodelación importante ocurrió en 1954, que incluyó la renovación completa del templo y del altar mayor. Como toque final, se colocaron en el frontispicio las imágenes de la Purísima, San Pedro y San Pablo, todas talladas en cantera.
Por lo tanto, la Parroquia de San Pedro Apóstol no solo sirve como un lugar de culto, sino que también ha jugado un papel en la historia y el desarrollo de la comunidad de Zapopan.[¿cuál?] Con su arquitectura impresionante y su patrimonio histórico, es considerada una de las joyas de la región.

## Horarios de Misas
De lunes a sábado, hay servicios a las 7:00 AM, 8:00 AM y 7:30 PM.
Los domingos, no hay servicios matutinos. Los servicios vespertinos y nocturnos, conocidos como "Precepto dominical", se llevan a cabo a las 12:30 PM, 5:30 PM, 6:30 PM, 7:30 PM y 8:30 PM.